# Symphonie no 11 de Milhaud
« Romantique »
Pour les articles homonymes, voir Symphonie no 11.
La Symphonie no 11, op. 384 sous-titrée « Romantique » est une œuvre pour orchestre du compositeur français Darius Milhaud. Elle a été composée en 1960 à la suite d'une commande conjointe de l'Orchestre symphonique de Dallas et de la Dallas Public Library (en). La création de la symphonie a été faite à Dallas (Texas) le 12 décembre 1960 sous la direction de Paul Kletzki.

## Structure
La onzième symphonie de Milhaud comporte trois mouvements. Les titres des mouvements sont les suivants :
1. Intense (env. 4 min 20 s)
2. Méditatif (env. 9 min 30 s)
3. Emporté (env. 5 min 15 s)

La durée d'exécution est d'environ 19 minutes.
Cette symphonie est publiée par Heugel & Cie.

## Enregistrements
- 1995 Orchestre symphonique de Bâle, chef : Alun Francis (CPO), faisant partie du coffret des Symphonies No. 1-12 de Milhaud chez CPO